# Edmund Tilney
Edmund Tilney (1535 of 1536 – 1610) was een hoveling aan het hof van Elizabeth I en Jacobus I. Van 1578 tot zijn dood vervulde hij de functie van Master of the Revels, de ceremoniemeester die van oorsprong verantwoordelijk was voor de organisatie van en het toezicht op de feestelijkheden en presentaties aan het hof. Tijdens zijn periode in deze functie werden zijn taken aanzienlijk uitgebreid.
Edmund Tilney – de achternaam komt ook voor in de spelling 'Tylney' - werd geboren als zoon van Philip Tilney en Malyn Chambre. Zijn vader bekleedde een functie aan het hof van Hendrik VIII, zijn moeder diende Catharina Howard, Hendriks vijfde echtgenote. Er bestond een nauwe band tussen de families Tilney en Howard.
In 1568 publiceerde Tilney The Flower of Friendship (de volledige titel luidde 'A brief and pleasant discourse of the duties in Mariage, called the Flower of Friendshippe'). Dit werk was een in dialoogvorm opgestelde verhandeling over het belang van vriendschap binnen het huwelijk. Het beleefde een vijftal herdrukken. In 1572 nam hij zitting in het parlement namens Gatton, Surrey. 
Op voorspraak van de invloedrijke staatsman Charles Howard, een neef van Elizabeth, werd Tilney in 1578 benoemd tot Master of the Revels. Deze functie bestond al eerder aan het Engelse hof, maar kreeg onder Hendrik VIII meer gewicht. Tijdens  Tilneys periode werd het aantal taken op last van Elizabeth uitgebreid, op het oog nog steeds gericht op de voorstellingen aan het hof, maar het ambt ontwikkelde zich, met name door Tilneys eigen invloed, tot het houden van toezicht op de publieke en elkaar beconcurrerende commerciële toneelgezelschappen en de theaters en het uitoefenen van censuur op de toneelstukken. Deze moesten vooraf aan hem worden voorgelegd, waarbij bepaald werd of het stuk voor het hof onwelgevallige teksten bevatte of kon leiden tot relletjes onder de bevolking. Hij had zelfs de macht om in uitzonderlijke gevallen schrijvers en acteurs gevangen te laten nemen en theaters te sluiten. 
Voor de diensten van het Office of the Revels moest ook betaald worden, zoals blijkt uit de nauwgezette aantekeningen van theatermanager Philip Henslowe. Onder de stukken die op deze manier werden beoordeeld, bevonden zich er ook enkele van William Shakespeare.
Hoewel de acties van de master logischerwijze door betrokkenen niet altijd in dank werd afgenomen, kon hij niettemin rekenen op enige sympathie omdat hij ook tegenwicht bood aan de autoriteiten van de City of London, die de theaters het liefst gesloten zagen. Tilney trachtte ook enige orde te scheppen in het groeiend aantal door diverse edelen gesponsorde en elkaar beconcurrerende gezelschappen. Zo werkte hij samen met Francis Walsingham aan de oprichting van het gezelschap Queen Elizabeth's Men, ook bekend als kortweg the 'Queen's Men'.
Tilney overleed in 1610 en is begraven in St. Leonard's Church, Streatham, Londen, waar ook een monument aan hem is gewijd. 
In de succesvolle romantische komedie Shakespeare in Love uit 1998 wordt de rol van Edmund Tilney gespeeld door Simon Callow. 
- Bibsys: 90923903
- Gemeinsame Normdatei: 123521750
- International Standard Name Identifier: 0000 0000 3572 9329
- Library of Congress Control Number: n86088435
- Nationale Bibliotheek van Israël: 987007390555805171
- Nederlandse Thesaurus van Auteursnamen: 114408637
- Système universitaire de documentation: 057099677
- Virtual International Authority File: 267689260
- WorldCat: E39PBJkD6XtFhPXdyVmdqkc773